# Liste der Handwaffen des Bundesgrenzschutzes

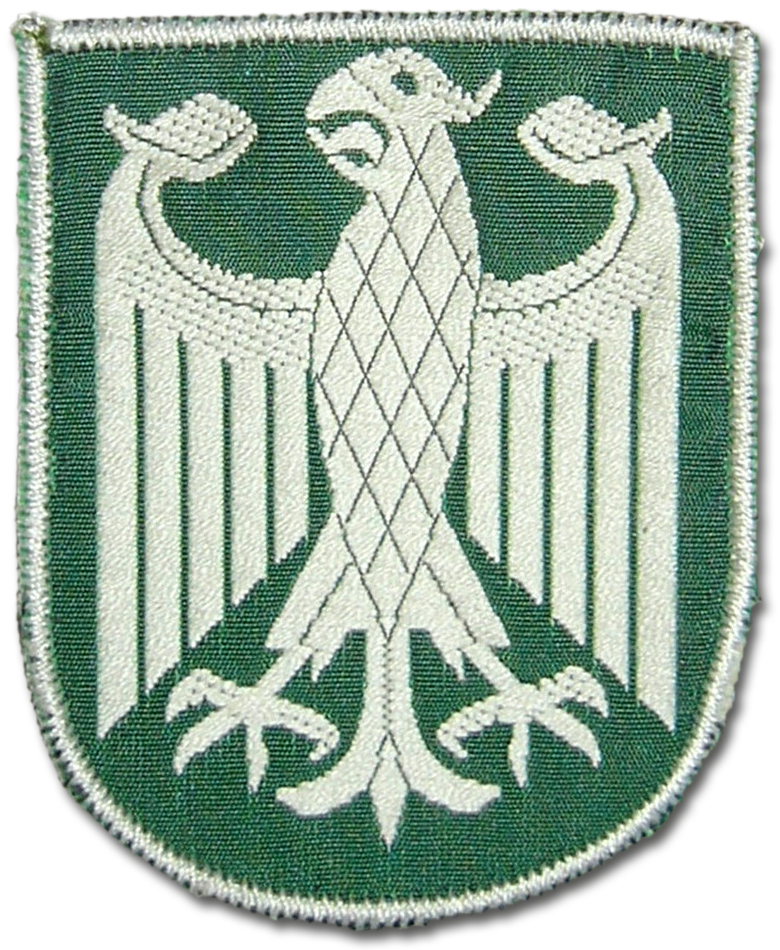
Hoheitszeichen des Bundesgrenzschutzes

Diese Liste stellt Handwaffen des Bundesgrenzschutzes (BGS) seit dessen Gründung im Jahre 1951 vor. Waffen, die immer noch bei der Bundespolizei im Einsatz sind, sind unter „Verwendung“ als solche gekennzeichnet.

## Gewehre
| Bezeichnung                   | Bild         | Einführung im Jahr | Außerdienst- stellung | Kaliber           | Verwendung                                                              |
| ----------------------------- | ------------ | ------------------ | --------------------- | ----------------- | ----------------------------------------------------------------------- |
| Karabiner 98k                 | Karabiner 98 | 1951               |                       | 7,92 × 57 mm      |                                                                         |
| Karabiner M1                  |              | 1951               |                       | 7,62 × 33 mm      |                                                                         |
| Gewehr G1                     |              | 1958               |                       | 7,62 × 51 mm NATO | Das Standardgewehr des Bundesgrenzschutzes.                             |
| Scharfschützengewehr SP66     |              |                    |                       | 7,62 × 51 mm NATO |                                                                         |
| Gewehr G3 SG1                 |              | 1975               | -                     | 7,62 × 51 mm NATO | G3 mit Zielfernrohr Fero ZF4. Noch bei der Bundespolizei in Verwendung. |
| Gewehr SIG 551-1P             |              |                    |                       | 5,56 × 45 mm NATO |                                                                         |
| Präzisionsschützengewehr PSG1 |              |                    | -                     | 7,62 × 51 mm NATO | Noch bei der Bundespolizei in Verwendung.                               |

## Maschinengewehre
| Bezeichnung              | Bild | Einführung im Jahr | Außerdienst- stellung | Kaliber                            | Verwendung                                                    |
| ------------------------ | ---- | ------------------ | --------------------- | ---------------------------------- | ------------------------------------------------------------- |
| Maschinengewehr MG42/1/2 |      | 1951               |                       | 7,92 × 57 mm und 7,62 × 51 mm NATO |                                                               |
| Gewehr G8                |      | 1983               | –                     | 7,62 × 51 mm NATO                  | Ersatz für das MG1. Noch bei der Bundespolizei in Verwendung. |

## Pistolen
| Bezeichnung  | Bild | Einführung im Jahr | Außerdienst- stellung | Kaliber      | Verwendung |
| ------------ | ---- | ------------------ | --------------------- | ------------ | --- |
| Pistole P2   | P2   | 1951               |                       | 9 × 19 mm    | Schweizer SIG P210-4. Erste Standardpistole. |
| Pistole P3   | P2   | 1951               |                       | 9 × 19 mm    | Spanische Astra 600/43. |
| Pistole PPK  |      |                    |                       | 7,65 × 17 mm | |
| Pistole P38  | P1   | 1960               |                       | 9 × 19 mm    | Zweite Standardpistole. |
| Pistole P4   | P1   | 1974               |                       | 9 × 19 mm    | Variante der Walther P1: Lauf von 125 mm auf 110 mm gekürzt; Griffstück erstmals mit Stahl-Sechskant verstärkt; neue kontrastreiche Visierung; kurzer Hahnsporn; komplett geänderter Sicherungsmechanismus mit gefedertem Entspann-Hebel anstelle der alten Sicherung – dadurch auch ein neuer, massiver und oben abgerundeter Verschluss. |
| Pistole P9S  |      |                    |                       | 9 × 19 mm    | |
| Pistole P7   |      |                    |                       | 9 × 19 mm    | |
| Revolver M19 |      |                    |                       | .357 Magnum  | Ausrüstung der GSG9. |
| Pistole P6   |      | 1979               | 2015                  | 9 × 19 mm    | SIG Sauer P225. |
| Pistole P9M  |      |                    | -                     | 9 × 19 mm    | Noch bei der Bundespolizei in Verwendung. |

## Maschinenpistolen
| Bezeichnung          | Bild | Einführung im Jahr | Außerdienst- stellung | Kaliber   | Verwendung                                |
| -------------------- | ---- | ------------------ | --------------------- | --------- | ----------------------------------------- |
| Maschinenpistole MP1 |      | 1951               |                       | 9 × 19 mm |                                           |
| Maschinenpistole MP5 | MP5  | 1966               | –                     | 9 × 19 mm | Noch bei der Bundespolizei in Verwendung. |

## Panzerabwehrwaffen
| Bezeichnung      | Bild | Einführung im Jahr | Außerdienst- stellung | Munition      | Verwendung              |
| ---------------- | ---- | ------------------ | --------------------- | ------------- | ----------------------- |
| Bazooka          |      | 1951               |                       | Kaliber 89 mm |                         |
| RL-83 Blindicide |      |                    |                       | Kaliber 83 mm | Ersatz für die Bazooka. |